# Manuel Gértrudix Barrio
Manuel Gértrudix Barrio (Madrid, 1971) es catedrático de Comunicación Digital y Multimedia de la Universidad Rey Juan Carlos de Madrid.

## Biografía
Manuel Gértrudix Barrio nació en Madrid en 1971. Su educación tuvo lugar en el Instituto de Educación Secundaria José de Churriguera de Leganés. Estos primeros años los dedicó al estudio de la música. Estaba interesado en la comunicación y la música.
Recibió la formación universitaria en la Universidad Complutense de Madrid (UCM). Durante su paso por la universidad comenzó a trabajar de periodista en Radio Getafe. En 1993 se licenció en Ciencias de la Información por esta institución. En este período también consiguió el título de profesor de música. Debido a su educación, impartió la materia de música como funcionario en Enseñanzas medias entre 1995 y 2001. Esta labor la realizó principalmente en dos institutos, el IB Dionisio Aguado y el IES Utopía.
Mientras ejercía la labor de docente musical, preparaba el doctorado en Ciencias de la Información. Se doctoró en la UCM en 1999. Durante los próximos tres años, impartía clases de imagen y comunicación audiovisual en esta universidad. También trabajaba en este período para la Universidad Francisco de Vitoria, donde terminó su actividad docente en 2003. De esta institución pasó a la Universidad Carlos III. Fue profesor hasta 2007 en asignaturas relacionadas con la narrativa audiovisual, la producción y la realización audiovisual y multimedia. Desde mayo de 2010, es profesor  en la Universidad Rey Juan Carlos en el área de la comunicación digital, y en febrero de 2023 se convierte en Catedrático de comunicación digital y multimedia.
En esta institución, es el director académico de URJC online desde el año 2013. Esta profesión guarda relación con su afán investigador sobre las novedades que aportan las nuevas tecnologías a la comunicación y al aprendizaje.  En relación con esto, ha sido jefe de servicio para la ordenación e implantación de la oferta educativa a distancia en el Ministerio de Educación y Ciencia desde 2001 hasta 2003. También ha sido Consejero Técnico de Nuevas Tecnologías en este ministerio desde 2003 hasta 2007, y ha coordinado el plan de formación de becarios del CNICE. Además de su papel como docente, también ha realizado su pequeña aportación al periodismo con la coedición junto a Francisco García de la revista Icono 14.
Desde junio de 2018 ostenta un puesto en los órganos de gobierno de la URJC. Debido a los escándalos de la universidad, el rector decidió rescindir de algunos vicerrectores. La baja reputación de los estudios de postgrado en esta universidad llevó a la creación de un nuevo vicerrectorado de Calidad, Ética y Buen Gobierno. Manuel Gértrudix fue el elegido para ocupar ese lugar. Él ya había sido experto en las Comisiones de evaluación de verificación, modificación, seguimiento y acreditación de títulos oficiales universitarios de la Agencia para la Calidad del Sistema Universitario de Cataluña. En el ámbito internacional, también ha desempeñado un papel en la Dirección General de Investigación de Ecuador.

## Líneas de investigación
En el panorama de la investigación, Manuel Gértrudix ha formado parte de numerosos proyectos competitivos a nivel internacional y nacional. Es el coordinador del grupo de investigación Ciberimaginario. Cuenta con una amplia producción científica entre artículos de investigación, capítulos de libros y monografías. Sus líneas de investigación son:
- Música y comunicación audiovisual
- Comunicación científica eficiente
- Comunicación 360 y omnicanal
- Educación en entornos digitales
- Educación inmersiva
- eLearning, Ludification
- Comunicación de datos
- Patrimonio audiovisual
- Postproducción digital
- Sociología de los medios digitales